# Lake Kakapo
Der Lake Kakapo ist ein See im Southland District der Region Southland auf der Südinsel von Neuseeland.

## Geographie
Der Lake Kakapo befindet sich rund 3,7 km westnordwestlich des Lake Poteriteri zwischen den Cameron Mountains im Westen und den Princess Mountains im Osten. Der See besitzt eine längliche Form und erstreckt sich über rund 1,55 km in Ost-West-Richtung sowie über rund 430 m in Nord-Süd-Richtung. Bei einem Seeumfang von rund 4,39 km dehnt sich das Gewässer über eine Fläche von rund 37,7 Hektar aus.
Gespeist wird der Lake Kakapo von einem von Westen zulaufenden, nicht näher bezeichneten Stream und von einigen Gebirgsbächen. Die Entwässerung findet über denselben Stream an der Ostseite des Sees statt.